# Шенгур Юрій Олександрович
Шенгур Юрій Олександрович (нар. 26 червня 2003, Полтава) — український плавець, чемпіон літніх Паралімпійських ігор 2024, Майстер спорту України міжнародного класу. Срібний та бронзовий призер чемпіонату світу 2023 року, дворазовий бронзовий призер чемпіонату Європи 2024 року.
Представляє Полтавську область.

## Державні нагороди
- орден «За заслуги» ІІІ ступеня (18 вересня 2024) — За досягнення високих спортивних результатів на ХVІІ літніх Паралімпійських іграх у місті Парижі (Французька Республіка), виявлені самовідданість та волю до перемоги, утвердження міжнародного авторитету України[1]